# 苧環
苧環（おだまき）は、糸を巻いて玉状または環状にしたもの。布を織るのに使う中間材料である。綜麻（へそ）とも言う。次の糸を使う工程で、糸が解きやすいようになかが中空になっている。
植物のオダマキは、花弁の形状が似ているためこの名があるのみで、オダマキを使っても苧環を作ることはできない。

## 解説
布を織るためには、まず植物の繊維を糸状にする必要がある。古代では材料に麻（あさ）、楮（こうぞ）、苧（お）、苧麻（からむし）などが使われる（つまり「おだ - まき」ではなく「お - たまき」）。繊維を長く引き伸ばし（これを「績む（うむ）」という）、絡ませて（これを「紡ぐ（つむぐ）」という）糸にする。絡んだ糸は「糾（あざ）」、あざにすることを「綯う（なう）」という。現在でも縄をつくることを「あざなう」という。
線である経（たていと）と緯（よこいと）を交差させて面である布にする装置が機（はた）である。織機で布を織るためには糸が大量に必要になるが、このとき大量の糸がお互いに絡まないよう玉状や環状にして貯めておく。これが苧環である。

## 派生語
「へそくり」は、苧環（綜麻）を作って貯めておいた駕籠のなかに秘かに蓄財するから、という説があるが、「へそ」をよりたくさん作って貯めた余剰の蓄財から、または、蓄財を内緒で腹の「臍（へそ）」の上にしまっておくから、など諸説ある。
糸状のものを巻いた形状から、食品でも使われてこちらは「小田巻き」の語が当てられている。紐状のうどんを巻いて茶碗蒸しのなかに入れた「小田巻蒸し」、半練りの食材をところてんの天突きに似た器具で押し出して糸状にする調理器具も一部で「小田巻」と呼ばれる。